# Friskney
Friskney – wieś w Anglii, w hrabstwie Lincolnshire, w dystrykcie East Lindsey. Leży 48 km na wschód od Lincoln i 196 km na północ od Londynu.
W 2001 miejscowość liczyła 1453 mieszkańców.